# Adonisea scissa
Adonisea scissa är en fjärilsart som beskrevs av Augustus Radcliffe Grote 1876. Adonisea scissa ingår i släktet Adonisea och familjen nattflyn. Inga underarter finns listade i Catalogue of Life.